# Programme nucléaire de l'Afrique du Sud

Drapeau de l'Afrique du Sud

Le programme nucléaire de l'Afrique du Sud comprend l'utilisation de l'énergie nucléaire et de la médecine nucléaire.

## Contexte
L'Afrique du Sud est un des membres fondateurs de l'Agence internationale de l'énergie atomique (AIEA). En 1948, le pays crée l'Atomic Energy Board (AEB), précurseur de l'actuelle South African Nuclear Energy Corporation (Necsa).
En août 1975, l’Afrique du Sud s'inquiète devant la progression soudaine du MPLA lors du conflit civil angolais, et souhaitant protéger les installations menacés du fleuve Kumene qui alimente le Sud-Ouest africain en électricité, décide d’envoyer des commandos avant de dépêcher son armée. L'UNITA et le FNLA s'allient avec l'Afrique du Sud, qui leur livre un grand nombre d'armes et de munitions. Dans ce contexte, l'Afrique du Sud décide de développer une série d'armes nucléaires, destiné à contrer l'incursion de troupes communistes sur son territoire.

## Programme militaire
Le pays possédait également un programme militaire secret pour la South African Defence Force, abandonné par la ratification du Traité sur la non-prolifération des armes nucléaires en 1991, avant l'arrivée au pouvoir du Congrès national africain. Les six bombes aériennes atomiques d'une puissance de 15 à 20 kt construites entre 1982 et 1989 et une septième en construction sont démantelées avant 1993. Elles devaient être emportées par les avions Blackburn Buccaneer de la Force aérienne sud-africaine. Le programme a notamment été aidé par plusieurs partenaires étrangers dont la France, l’Allemagne de l'Ouest, la Suisse et Israël, mettant au point une technologie innovante d’enrichissement de l’uranium.
Comme vecteur, l'Afrique du Sud a développé une série de missiles dont un lanceur pouvant servir de missile balistique intercontinental, le RSA-3 (en), à partir des années 1970 qui est également abandonné.
L'incident Vela fait spéculer qu'elle a éventuellement effectué un essai nucléaire en 1979, et reconnu par le vice-ministre sud-africain des affaires étrangères Aziz Pahad, en 1997.
Durant la guerre de la frontière sud-africaine, le gouvernement sud-africain est très inquiet devant la possibilité d’une invasion cubaine en Namibie depuis l’Angola et fait discrètement savoir durant l'été 1988 à Fidel Castro qu’il dispose de plusieurs têtes nucléaires largables par bombardiers. L’invasion n’a finalement pas lieu et Fidel Castro avoua plus tard n’avoir jamais eu lieu l’intention de la lancer, en partie par peur de l’arme atomique sud-africaine.
Un cessez-le-feu entre l'Afrique du Sud, Cuba et l'Angola en août 1988, et le retrait des troupes sud-africaines de l'Angola conduisent à un accord tripartite entre ces nations, au retrait de 50 000 soldats cubains de l'Angola et à l'indépendance de la Namibie. L'amélioration de son environnement de sécurité joue un rôle déterminant dans la décision de l'Afrique du Sud de démanteler son programme d'armes nucléaires, effective en 1991. L'Afrique du Sud est le seul pays à avoir construit des armes nucléaires puis à les avoir démantelées volontairement, ce qui est révélé le 24 mars 1993, devant l'Assemblée sud-africaine, par le président De Klerk.

## Mines d'uranium

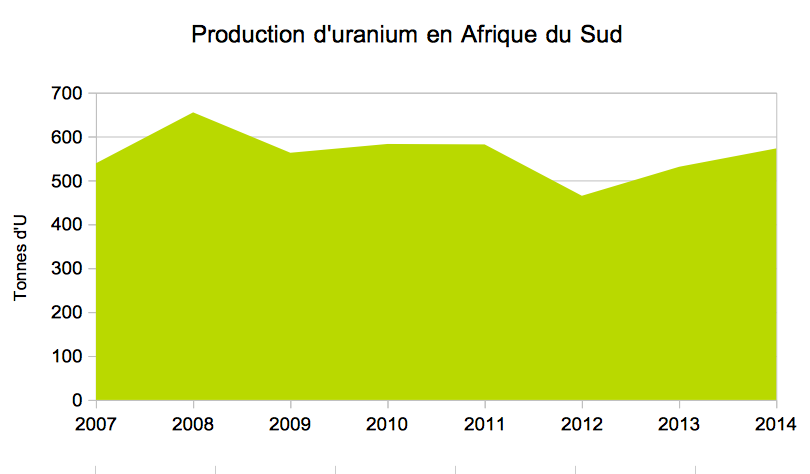
Production en tonnes d'uranium provenant des mines sud-africaines

L'Afrique du Sud produit environ 550 tonnes de concentrés d'uranium par an, ce qui représente environ 1 % de l'extraction de l'uranium dans le monde. Les réserves d'uranium sont estimées à environ 6 % des ressources mondiales en uranium.

## Énergie nucléaire

### Koeberg
La centrale nucléaire de Koeberg est l'unique centrale du pays, elle comporte deux réacteurs à eau pressurisée conçus par la société française Framatome. La centrale est située à 30 km du Cap. Elle appartient et est exploitée par le fournisseur national, Eskom.

### PBMR
De 1993 à 2010, un réacteur nucléaire à lit de boulets (Pebble Bed Modular Reactor - PBMR) était en développement par la société sud-africaine PBMR (Pty) Ltd. Le projet prévoyait la construction d'une centrale de démonstration près de la centrale de Koeberg et d'une usine de combustible à Pelindaba, à l'ouest de Pretoria.
Ce projet a été abandonné en septembre 2010.

## Recherches

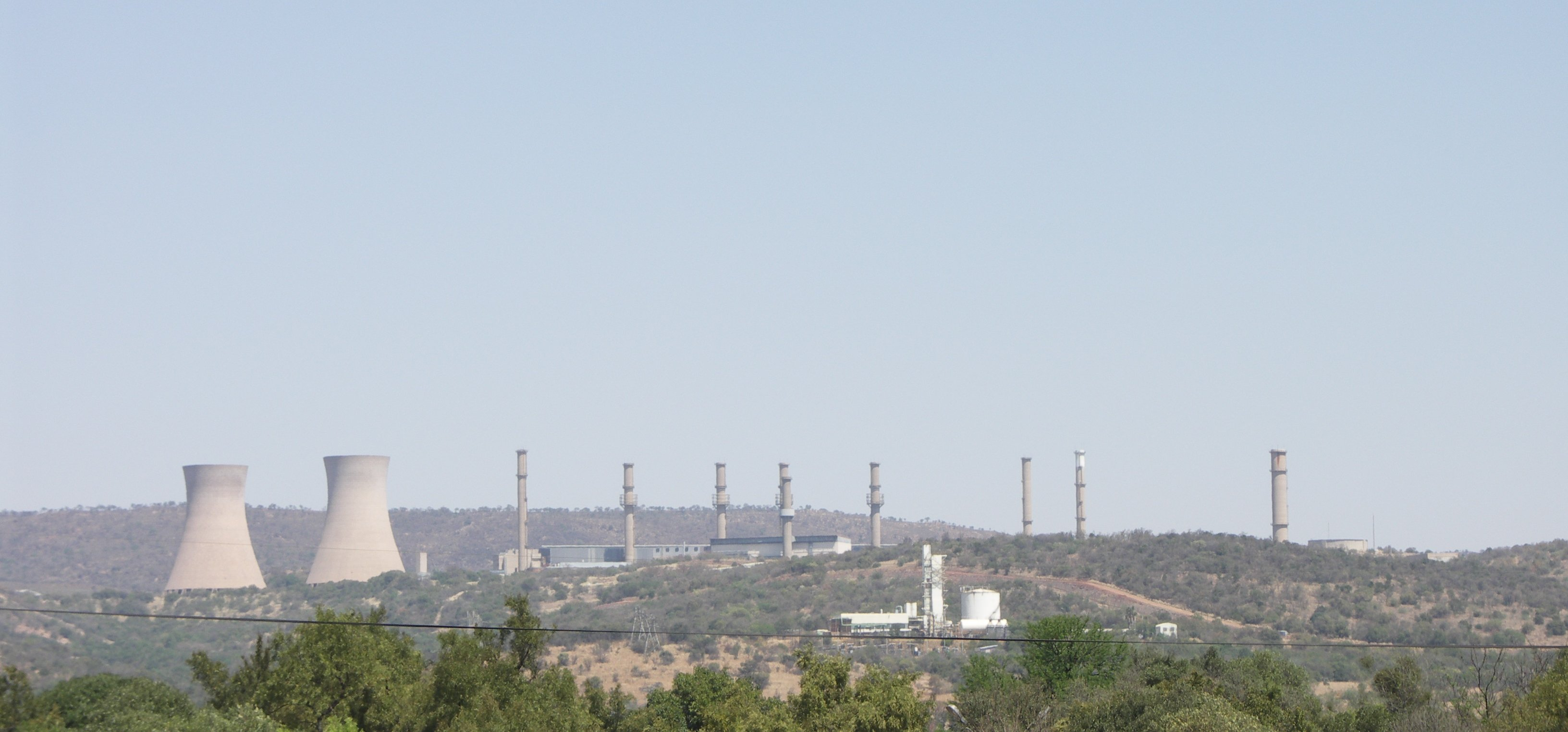
Centre de recherche de Pelindaba.

Le programme de recherche et développement nucléaire sud-africain débute en 1959. En 1961, le site de Pelindaba, à l'ouest de Pretoria, est choisi pour accueillir le premier réacteur nucléaire de recherche du pays. Le premier personnel s'installe en 1963 et le réacteur est mis en marche le 18 mars 1965. En 2015, le SAFARI-1 (en) (South African Fundamental Atomic Research Installation 1) est le seul réacteur nucléaire de ce genre dans le pays.
La Compagnie sud-africaine de l'énergie nucléaire (NECSA) a été créée en tant que société publique par la Loi sur l'Énergie Nucléaire en République d'Afrique du Sud de 1999 et est entièrement détenue par l'État. La NESCA remplace la Société de l'Énergie Atomique nationale. Les principales missions du NESCA sont d'entreprendre et de promouvoir les recherches et le développement dans le domaine de l'énergie nucléaire et des technologies liées; traiter et stocker le matériel nucléaire; et coordonner les autres organisations de ce domaine. South African Fundamental Atomic Research Installation 1
Le projet est en cours de démantèlement.

## Éducation
Ces universités dispensent des cours d'ingénierie nucléaire en Afrique du Sud :

- Université du Witwatersrand, Johannesburg
- Université du Nord-Ouest, Potchefstroom

## Groupes Lobby

### NIASA
L'Association de l'Industrie Sud-Africaine du Nucléaire (NIASA) est une association ayant pour but d'aider le public à comprendre les technologies nucléaires. Ce groupe de lobby est constitué d'entreprises comme Eskom, PBMR, Areva et EDF.

### Earthlife Africa
Earthlife Africa (en) est une organisation faisant campagne contre l'énergie nucléaire en Afrique du Sud. Elle ne croit ni en sa sûreté ni en son rapport efficacité/prix.

## Culture populaire
- Le programme nucléaire sud-africain occupe une place centrale dans le double épisode Le Cap (épisodes 5 et 6) de la troisième saison de la série télévisée Strike Back.